# Lochmaeocles sladeni
Lochmaeocles sladeni är en skalbaggsart som först beskrevs av Charles Joseph Gahan 1903.  Lochmaeocles sladeni ingår i släktet Lochmaeocles och familjen långhorningar.
Artens utbredningsområde är:
- Paraguay.
- Uruguay.

Inga underarter finns listade i Catalogue of Life.